# Deux études d'homme assis
Deux études d'homme assis, appelé aussi parfois Deux études du comédien La Thorillière (?) ou encore Double portrait du chanoine Haranger, est un ensemble de deux dessins réalisés à la trois crayons sur papier par peintre français Antoine Watteau et conservé à le Kupferstichkabinett Berlin. Vraisemblablement réalisée entre 1716 et 1721, cet ensemble, autrefois partie de la collection de Jean de Jullienne, a été acquis pour le Kupfertichkabinett en 1874.

## Expositions
- 1946, Wiesbaden, exposition Old Masters Drawings
- 1950, Paris, exposition Le dessin français de Fouquet à Cezanne, no 60
- 1984–1985, Washington, Paris et Berlin, exposition Watteau 1684–1721, no D. 72
- 2011, Londres, exposition Watteau: The Drawings, no 86